# Monster High (série télévisée d'animation)
 (juin 2022).
- Si vous ne connaissez pas le sujet, laissez ce bandeau (vous pouvez alors contacter les auteurs).
- Si vous supprimez le contenu mis en cause (vous pouvez préalablement contacter les auteurs),

argumentez précisément cette suppression dans la page de discussion
(un manque de référence n'est pas un argument ; une recherche réelle de référence doit avoir été effectuée, être formellement documentée).
 (juin 2022).
Si vous disposez d'ouvrages ou d'articles de référence ou si vous connaissez des sites web de qualité traitant du thème abordé ici, merci de compléter l'article en donnant les références utiles à sa vérifiabilité et en les liant à la section « Notes et références ».
Production
Diffusion
Monster High : Un lycée pas comme les autres (Monster High) est une série télévisée pour enfants animée par CGI et mélangeant fantastique et comédie. Elle est basée sur la franchise de poupées de mode de Mattel du même nom et est diffusée aux États-Unis sur Nickelodeon entre le 6 octobre 2022 et 24 octobre 2024. Shea Fontana, qui a précédemment développée le reboot 2018 de Polly Pocket, en est la show runneuse.
En France, la série est diffusée depuis le 1er avril 2023 sur Nickelodeon et sur Nickelodeon Junior et depuis le 30 septembre 2023 sur Gulli. La série est également disponible sur les services de vidéo à la demande tel que Paramount+ (7 épisodes) et Netflix (36 épisodes).

## Synopsis
La série suit Frankie Stein, Draculaura et Clawdeen Wolf, les enfants respectifs de Frankenstein, Dracula et un loup-garou, ainsi que d'autres enfants de célèbres monstres mythiques qui naviguent dans l'hilarité du lycée dans les couloirs sacrés de Monster High.

## Distribution

### Voix originales
- Gabrielle Nevaeh Green : Clawdeen Wolf
- Iris Menas : Frankie Stein
- Courtney Lin : Draculaura, Iris Clops
- Tony Revolori : Deuce Gorgon
- Kausar Mohammed : Cleo de Nile
- Valeria Rodriguez : Lagoona Blue et Spectra Vondergeist
- Alexa Kahn : Toralei Stripe
- Alexander Polinsky : Thomas Cramé
- Debra Wilson : Directrice Mme Sans-Tête
- Felicia Day : Ghoulia Yelps
- Ken Marino : Comte Dracula
- Delbert Hunt : M. Wolf
- Darius Johnson : Ouafimède
- Scott Menville : Romulus
- Cole Massie : Finnegan Wake
- Victoria T. Washington : Howleen Wolf
- Jordan Coleman : Manny Taur
- Jonathan Melo : Clawd Wolf
- Aishwarya Pillai : Abbey Bominable
- Devika Parikh : Mme Bominable
- Krystina Alabado : Nefera de Nile
- Sekai Murashige : Kuma
- Salli Saffioti : Miss O'Cri et la voix du système de sonorisation Skulette de l'école.
- Kayla Cromer : Twyla Boogeyman
- Riki Lindhome : Miaouséphone
- Kate Micucci : Miaoulody
- Miles Brown : Gillington Webber
- Trixie Mattel : Skelly Vonderbone
- Rhea Seehorn : Medusa Gorgon
- Mary Jane Wells : Catarina Stripe
- Jessie Hendricks : Lyra
- Sunil Malhotra : M. Lépidoptère et Dustin
- Jenny Yokobori : Gakaiju
- Andrew Kishino : Modirah
- Vishesh Chachra : Baba de Nile
- Artemis Pebdani : Mummy de Nile
- Michael Beattie : Mer-Dad
- Erin Anderson : Mer-Mom
- Iris Bahr : Miss Ziz
- Phil LaMarr : M. Klopman
- Tamara Podemski : Coach Thunderbird
- Wayne Knight : Ralph
- John O'Hurley : Hadès Burns
- America Young : Eurayle Gorgon
- Debi Derryberry : Stheno Gorgon
- Jessica Darrow : Skelita Calaveras
- Nisa Ward : Autumn Patch

### Voix françaises
- Estelle Strypstein: Clawdeen Wolf
- Sophie Pyronnet : Frankie Stein
- Marie Van Ermengem : Draculaura
- Sophie Landresse : Cléo de Nile
- Élisabeth Guinand : Lagoona Blue et Toralei Stripe
- Grégory Praet : Deuce Gorgon
- Nathalie Stas : Abbey Bominable et Nefera de Nile
- Stéphane Oertli : Apollo Wolf
- Aline Bosuma : Directrice Mme Sans-Tête
- Jonathan Simon : Thomas Cramé
- Marie Alexandre : Twyla Boogyman
- Jean-Michel Vovk : Dracula
- Simon Lombard : Gillington Webber et Buddy
- Lénaic Brule : Miss Ziz

 Source et légende : version française (VF) sur RS Doublage

## Production
Le 23 février 2021, Mattel, par l'intermédiaire de sa division télévision, a annoncé le deuxième retour de la marque Monster High, promettant de nouveaux contenus et produits pour l'année suivante, dont une série télévisée d'animation de 26 épisodes et un film musical en prise de vues réel.
Shea Fontana, auparavant show runneuse du redémarrage de Polly Pocket en 2018, a été annoncée comme show runneuse et co-productrice exécutive de la série.
Le 13 juillet 2022, le casting a été annoncé avec Gabrielle Nevaeh Green en tant que Clawdeen Wolf, Courtney Lin en tant que Draculaura et Iris Menas en tant que Frankie Stein.
Le 26 septembre 2022, la première date de diffusion de la série a été révélée comme étant le 28 octobre 2022, mais a commencé à être diffusée plus tôt que prévu, le 6 octobre ; il a été marqué comme étant un aperçu après Monster High : Le Film.
Le 17 novembre 2022, Nickelodeon a renouvelé la série pour une deuxième saison de vingt épisodes.

## Liste des épisodes
| Saison | Saison | Histoires | Épisodes | États-Unis      | États-Unis      | France          | France        |
| Saison | Saison | Histoires | Épisodes | Début de saison | Fin de saison   | Début de saison | Fin de saison |
| ------ | ------ | --------- | -------- | --------------- | --------------- | --------------- | ------------- |
|        | 1      | 45        | 26       | 6 octobre 2022  | 8 décembre 2023 | 1er avril 2023  | 24 avril 2024 |
|        | 2      | 34        | 20       | 11 mars 2024    | 24 octobre 2024 | 12 août 2024    | 6 mars 2025   |

### Saison 1 (2022 - 2023)
| Épisode | Épisode | Histoire | Histoire | Titre français                      | Titre original                 | Diffusion originale | Diffusion francaise | Code prod. |
| série   | saison  | série    | saison   | Titre français                      | Titre original                 | Diffusion originale | Diffusion francaise | Code prod. |
| ------- | ------- | -------- | -------- | ----------------------------------- | ------------------------------ | ------------------- | ------------------- | ---------- |
| 01      | 01      | 01       | 01       | La part de monstre                  | The Monstering                 | 28 octobre 2022     | 1er avril 2023      | 101        |
| 02      | 02      | 02       | 02       | Bataille de nourriture              | Food Fight                     | 6 octobre 2022      | 1er avril 2023      | 102        |
| 02      | 02      | 03       | 03       | Cerveau inachevé                    | Unfinished Brain-ness          | 6 octobre 2022      | 1er avril 2023      | 102        |
| 03      | 03      | 04       | 04       | L'affaire de la pleine lune         | Case of the Moondays           | 4 novembre 2022     | 2 avril 2023        | 103        |
| 03      | 03      | 05       | 05       | Portrait de monstre                 | Portrait of a Monster          | 4 novembre 2022     | 2 avril 2023        | 103        |
| 04      | 04      | 06       | 06       | Mystère de sorcière                 | Witch Hitch                    | 28 novembre 2022    | 8 avril 2013        | 104        |
| 04      | 04      | 07       | 07       | Faire partie de la Meute            | Part of the Pack               | 28 novembre 2022    | 8 avril 2013        | 104        |
| 05      | 05      | 08       | 08       | Le truc de Deuce                    | That Thing You Deuce           | 30 novembre 2022    | 9 avril 2023        | 105        |
| 05      | 05      | 09       | 09       | Week-end de loup-garou              | Werewolf Weekend               | 30 novembre 2022    | 9 avril 2023        | 105        |
| 06      | 06      | 10       | 10       | Casse-tête et loup-garou            | Paw-zzle Pieces                | 1er décembre 2022   | 15 avril 2023       | 106        |
| 07      | 07      | 11       | 11       | Un abominable Solstice des Monstres | Nightmare Nightmore            | 19 décembre 2022    | 16 avril 2023       | 107        |
| 08      | 08      | 12       | 12       | Danse décalée                       | Out of Step                    | 10 mars 2023        | 4 septembre 2023    | 108        |
| 08      | 08      | 13       | 13       | Système pyramidal                   | Pyramid Scheme                 | 10 mars 2023        | 4 septembre 2023    | 108        |
| 09      | 09      | 14       | 14       | La migration de Watzie              | What's Up, Watzie?             | 10 mars 2023        | 5 septembre 2023    | 109        |
| 09      | 09      | 15       | 15       | Un compagnon si familier            | So Familiar                    | 10 mars 2023        | 5 septembre 2023    | 109        |
| 10      | 10      | 16       | 16       | Déception                           | Crushed                        | 17 mars 2023        | 6 septembre 2023    | 110        |
| 10      | 10      | 17       | 17       | Trop protecteur                     | Over Bro-tective               | 17 mars 2023        | 7 septembre 2023    | 110        |
| 11      | 11      | 18       | 18       | Horreurscope                        | Horoscare                      | 24 mars 2023        | 8 septembre 2023    | 111        |
| 11      | 11      | 19       | 19       | Montre-leur ton squelette           | Flaunt Your Skeleton           | 24 mars 2023        | 11 septembre 2023   | 111        |
| 12      | 12      | 20       | 20       | Soirée frousse                      | Creepover Party                | 31 mars 2023        | 12 septembre 2023   | 112        |
| 12      | 12      | 21       | 21       | Choc de créatures                   | Creature Clash                 | 31 mars 2023        | 13 septembre 2023   | 112        |
| 13      | 13      | 22       | 22       | Les crocs de la mer                 | Monster Movie                  | 7 avril 2023        | 14 septembre 2023   | 113        |
| 13      | 13      | 23       | 23       | Vers d'oreille                      | Earworm                        | 7 avril 2023        | 15 septembre 2023   | 113        |
| 14      | 14      | 24       | 24       | Cracher le morceau                  | Spell The Beans                | 2 octobre 2023      | 23 octobre 2023     | 114        |
| 15      | 15      | 25       | 25       | Les clones de Ghoulia               | Growing Ghoulia                | 3 octobre 2023      | 24 octobre 2023     | 115        |
| 15      | 15      | 26       | 26       | La malédiction du Linceulball       | Casketball Jinx                | 3 octobre 2023      | 25 octobre 2023     | 115        |
| 16      | 16      | 27       | 27       | Cleo dans la cuisine                | Cleo in the Kitchen            | 4 octobre 2023      | 26 octobre 2023     | 116        |
| 16      | 16      | 28       | 28       | Señor Couic a disparu               | The Case of the Missing Squeak | 4 octobre 2023      | 27 octobre 2023     | 116        |
| 17      | 17      | 29       | 29       | L'animal de Cleo                    | Pet Problems                   | 10 octobre 2023     | 30 octobre 2023     | 117        |
| 17      | 17      | 30       | 30       | Permis de rocker                    | License to Rock                | 10 octobre 2023     | 31 octobre 2023     | 117        |
| 18      | 18      | 31       | 31       | Un vol monstre                      | Power Heist                    | 11 octobre 2023     | 1er novembre 2023   | 118        |
| 19      | 19      | 32       | 32       | Examens semestriels                 | Monster Midterms               | 12 octobre 2023     | 15 avril 2024       | 119        |
| 20      | 20      | 33       | 33       | Familiers en fuite                  | Furmergency                    | 16 octobre 2023     | 16 avril 2024       | 120        |
| 20      | 20      | 34       | 34       | Cauchemar boogie                    | Boogey Nightmare               | 16 octobre 2023     | 16 avril 2024       | 120        |
| 21      | 21      | 35       | 35       | Les meilleurs ami-monstres          | Best Fiends                    | 17 octobre 2023     | 17 avril 2024       | 121        |
| 21      | 21      | 36       | 36       | Le Carrefour des métiers            | Scareer Day                    | 17 octobre 2023     | 17 avril 2024       | 121        |
| 22      | 22      | 37       | 37       | Pierre unique                       | Stone Alone                    | 18 octobre 2023     | 18 avril 2024       | 122        |
| 22      | 22      | 38       | 38       | Couvre-feu                          | Horsin' Around                 | 18 octobre 2023     | 18 avril 2024       | 122        |
| 23      | 23      | 39       | 39       | Excursion au clair de lune          | Moonlit Fieldtrip              | 19 octobre 2023     | 19 avril 2024       | 123        |
| 23      | 23      | 40       | 40       | Un petit coup de pouce              | A Little Boost                 | 19 octobre 2023     | 19 avril 2024       | 123        |
| 24      | 24      | 41       | 41       | Le Défi des Eaux Douces             | Fresh Waters Run Deep          | 23 octobre 2023     | 22 avril 2024       | 124        |
| 24      | 24      | 42       | 42       | Courage et couture                  | Sew Fierce                     | 24 octobre 2023     | 22 avril 2024       | 124        |
| 25      | 25      | 43       | 43       | Une Sorcière unique                 | Witchful Thinking              | 25 octobre 2023     | 23 avril 2024       | 125        |
| 25      | 25      | 44       | 44       | Demande de Monstre                  | Monster Match                  | 26 octobre 2023     | 23 avril 2024       | 125        |
| 26      | 26      | 45       | 45       | La Monstradition                    | The Monster Way                | 8 decembre 2023     | 24 avril 2024       | 126        |

### Saison 2 (2024)
| Épisode | Épisode | Histoire | Histoire | Titre français                    | Titre original                  | Diffusion originale | Diffusion francaise | Code prod. |
| série   | saison  | série    | saison   | Titre français                    | Titre original                  | Diffusion originale | Diffusion francaise | Code prod. |
| ------- | ------- | -------- | -------- | --------------------------------- | ------------------------------- | ------------------- | ------------------- | ---------- |
| 27      | 01      | 46       | 01       | Apprendre les règles              | Rule the School                 | 11 mars 2024        | 12 août 2024        | 201        |
| 28      | 02      | 47       | 02       | Vive la sorcellerie               | New Witch in Town               | 12 mars 2024        | 13 août 2024        | 202        |
| 28      | 02      | 48       | 03       | L'attaque du jaloufard            | Play It Again, Clawd            | 12 mars 2024        | 13 août 2024        | 202        |
| 29      | 03      | 49       | 04       | La Momie du Miroir                | Mummy in the Mirror             | 13 mars 2024        | 14 août 2024        | 203        |
| 29      | 03      | 50       | 05       | Comment effrayer une Dame Blanche | How to Scare a Banshee          | 13 mars 2024        | 14 août 2024        | 203        |
| 30      | 04      | 51       | 06       | De sang-froid                     | So Chill                        | 14 mars 2024        | 15 août 2024        | 204        |
| 30      | 04      | 52       | 07       | Concert et catacombes             | Mix Up Meowlody                 | 18 mars 2024        | 15 août 2024        | 204        |
| 31      | 05      | 53       | 08       | Le Mystère du Château de sable    | The Haunted Sand Castle Caper   | 19 mars 2024        | 16 août 2024        | 205        |
| 32      | 06      | 54       | 09       | Souvenirs dent-fance              | Fangs for the Memories          | 20 mars 2024        | 19 août 2024        | 206        |
| 32      | 06      | 55       | 10       | À deux c'est tellement mieux      | Two-rrific                      | 21 mars 2024        | 19 août 2024        | 206        |
| 33      | 07      | 56       | 11       | Le Jour de la Famille             | Monster High-jinks              | 25 mars 2024        | 20 août 2024        | 207        |
| 33      | 07      | 57       | 12       | Perdre à tout prix                | Vamps Just Wanna Have Fun       | 26 mars 2024        | 20 août 2024        | 207        |
| 34      | 08      | 58       | 13       | La crypte des baby-sitters        | The Babysitters Crypt           | 1er octobre 2024    | 21 août 2024        | 208        |
| 34      | 08      | 59       | 14       | Des humains à Monster High        | Humans in High School           | 1er octobre 2024    | 21 août 2024        | 208        |
| 35      | 09      | 60       | 15       | Le Monstre de l'Anxiété           | Dawn of the Dread               | 2 octobre 2024      | 22 août 2024        | 209        |
| 35      | 09      | 61       | 16       | Protéger Frankie                  | Frankie Patrol                  | 2 octobre 2024      | 22 août 2024        | 209        |
| 36      | 10      | 62       | 17       | La nuit des Cœurs Battants        | The Deuce Date                  | 3 octobre 2024      | 23 août 2024        | 210        |
| 36      | 10      | 63       | 18       | Petite Patte, Grande Patte        | Big Paw, Little Paw             | 3 octobre 2024      | 23 août 2024        | 210        |
| 37      | 11      | 64       | 19       | Mère-Goule prend sa retraite      | Ghoulishly Ghoulma              | 7 octobre 2024      | 11 novembre 2024    | 211        |
| 37      | 11      | 65       | 20       | Gil à la rescousse                | Gil to the Rescue               | 7 octobre 2024      | 12 novembre 2024    | 211        |
| 38      | 12      | 66       | 21       | Des rats et des monstres          | Oh Rats                         | 8 octobre 2024      | 13 novembre 2024    | 212        |
| 38      | 12      | 67       | 22       | Thomas s'enflamme                 | Fired Up                        | 8 octobre 2024      | 14 novembre 2024    | 212        |
| 39      | 13      | 68       | 23       | Le candidat métamorphe            | The Shapeshiftian Canidate      | 9 octobre 2024      | 15 novembre 2024    | 213        |
| 40      | 14      | 69       | 24       | Reviens, Codex !                  | Codex Come Back                 | 10 octobre 2024     | 18 novembre 2024    | 214        |
| 40      | 14      | 70       | 25       | Officiellement compliqué          | Officially Complicated          | 10 octobre 2024     | 19 novembre 2024    | 214        |
| 41      | 15      | 71       | 26       | Venus pollinise                   | Little Smoothie Shop of Horrors | 15 octobre 2024     | 20 novembre 2024    | 215        |
| 41      | 15      | 72       | 27       | Les chauves-souris dansantes      | The Great Bat Detective         | 15 octobre 2024     | 21 novembre 2024    | 215        |
| 42      | 16      | 73       | 28       | Les artistes anonymes             | You've Got Meow                 | 16 octobre 2024     | 28 février 2025     | 216        |
| 42      | 16      | 74       | 29       | Le méga-trident                   | Finnegan Faces the Music        | 17 octobre 2024     | 3 mars 2025         | 216        |
| 43      | 17      | 75       | 30       | Le festival des monstres          | The Monster Fest                | 21 octobre 2024     | 24 février 2025     | 217        |
| 43      | 17      | 75       | 30       | Le festival des monstres          | The Monster Fest                | 21 octobre 2024     | 25 février 2025     | 217        |
| 44      | 18      | 76       | 31       | Le festival des monstres          | The Monster Fest                | 21 octobre 2024     | 26 février 2025     | 218        |
| 44      | 18      | 76       | 31       | Le festival des monstres          | The Monster Fest                | 21 octobre 2024     | 27 février 2025     | 218        |
| 45      | 19      | 77       | 32       | Un ami pour Deuce                 | Attack of the Besties           | 22 octobre 2024     | 4 mars 2025         | 219        |
| 45      | 19      | 78       | 33       | La nuit des grenouilles zombies   | Night of the Unliving Frog      | 23 octobre 2024     | 5 mars 2025         | 219        |
| 46      | 20      | 79       | 34       | Le nouveau roi des garous         | One Were to Rule Them All       | 24 octobre 2024     | 6 mars 2025         | 220        |

## Bande originale
L'album de la saison 1 est sorti sur les plateformes numériques le 27 janvier 2023 par Arts Music et contient huit chansons.
L'album de la saison 2 est sorti sur les plateformes numériques le 31 mai 2024 par Arts Music et contient dix chansons.

## Accueil critique
Diondra Brown de Common Sense Media a attribué à la série trois étoiles sur cinq, la qualifiant de « série animée drôle et intelligente, destinée aux préadolescents ».